# Klein Barkau
Klein Barkau er en by og kommune i det nordlige Tyskland, beliggende i Amt Preetz-Land i den sydvestlige del af Kreis Plön. Kreis Plön ligger i den østlige/centrale del af delstaten Slesvig-Holsten.

## Geografi
Klein Barkau er beliggende ved Bundesstraße 404 mellem Kiel og Bad Segeberg. Klein Barkau ligger omkring 9 km nordøst for Bordesholm og omkring 11 km syd for Kiel. Mod syd grænser kommunen op til søen Bothkamper See.